# Adolfo Schüler Neto
Adolpho Schüler Neto (, 19 de abril de 1930 — Montenegro, 26 de novembro de 2007) foi um advogado e político brasileiro, representante do estado do Rio Grande do Sul. 
Foi funcionário da Caixa Econômica Federal em 1953, onde também foi procurador. Foi diretor do Banco do Estado do Rio Grande do Sul, da Companhia Estadual de Energia Elétrica, da Caixa Econômica Estadual do Rio Grande do Sul, da Companhia Antarctica Paulista e presidente da Companhia Petroquímica do Sul.
Iniciou sua carreira política como vereador em Montenegro pelo PSD, em 1959. Foi eleito pela primeira vez como prefeito em 1969, pela Arena. Como prefeito fez algumas obras como a instalação da fábrica da Antárctica, o sistema de discagem direta de telefonia (DDD) e o Parque Centenário. Em 1988 foi novamente eleito prefeito pelo PFL, assumindo em 1 de janeiro de 1989, renunciando em 1989, sendo substituído pelo seu vice Ubirajara Resende Mattana.
Em 1990 foi indicado pelo ministro da educação Carlos Alberto Chiarelli para a presidência da Fundação de Assistência ao Estudante (FAE), em Brasília. Deixou a presidência da fundação em 1991, e depois disso não voltou a ocupar cargos públicos.
Faleceu vítima de câncer de próstata.